# Seitingen-Oberflacht
Seitingen-Oberflacht är en kommun i Landkreis Tuttlingen i regionen Schwarzwald-Baar-Heuberg i Regierungsbezirk Freiburg i förbundslandet Baden-Württemberg i Tyskland.
Kommunen bildades 1 januari 1975 genom en sammanslagning av kommunerna Oberflacht och Seitingen.
Kommunen ingår i kommunalförbundet Tuttlingen tillsammans med staden Tuttlingen och kommunerna Emmingen-Liptingen, Neuhausen ob Eck, Rietheim-Weilheim och Wurmlingen.